# Бејвилз
Бејвилз (BeyWheelz) јапанска је анимирана серија и спин-оф Бејблејда. Иако направљена у Јапану, још увек није емитована тамо. Студио Nelvana је платио да се серија направи како би се надокнадила краћа сезона Бејблејда: Металне фузије. Иако следи Металну фузију, Бејвилз има потпуно нове ликове и систем блејдинга. Серија има 13 епизода, оригинално емитованих 2012. године на канадском каналу YTV. У Србији се 2013. године у синхронизованом облику емитовала на Ултри. Српску синхронизацију радио је студио Лаудворкс. 
Бејвилз има два наставка, Бејвариорс: Бејрајдерз и Сајборг, који нису синхронизовани на српски.

## Радња
Прича прати Шоа, Џина, Леона и остатак њиховог Беј тима. Они су талентовани бејблејдери који морају да се супротставе злим Доминаторима који желе да униште свет. 

## Улоге
| Име лика       | Српски глас         |
| -------------- | ------------------- |
| Луси           | Снежана Кнежевић    |
| Шо             | Пеђа Дамњановић     |
| Џин            | Марко Мрђеновић     |
| Леон           | Слободан Стефановић |
| Ди-џеј         | Лако Николић        |
| Гиганте, Стинг | Томаш Сарић         |
| Никол          | Сандра Томић        |
| Рајан, Один    | Немања Оливерић     |
| Том            | Никола Тодоровић    |
| Кен            | Андреј Острошки     |
| Глен           | Фуад Табучић        |
| Кови           | Вук Гајић           |

## Списак епизода
| Бр. еп. | Енглески наслов / Српски наслов | Премијера           |
| ------- | ------------------------------- | ------------------- |
| 1       | / Нова генерација               | 11. август 2012.    |
| 2       | / Доминатори нападају           | 11. август 2012.    |
| 3       | / Судбоносна борба              | 18. август 2012.    |
| 4       | / Опасни одметник               | 18. август 2012.    |
| 5       | / Трка за Гранд При             | 25. август 2012.    |
| 6       | / Судњи Беј почиње              | 25. август 2012.    |
| 7       | / Прљава игра Доминатора        | 1. септембар 2012.  |
| 8       | / Освета на леду                | 1. септембар 2012.  |
| 9       | / Феникс против Белог Змаја     | 8. септембар 2012.  |
| 10      | / Одлучујућа борба              | 8. септембар 2012.  |
| 11      | / Страшна истина                | 22. септембар 2012. |
| 12      | / Обрачун                       | 29. септембар 2012. |
| 13      | / Нови свет                     | 6. октобар 2012.    |